# Geschlechterverteilung
Die Geschlechterverteilung ist das zahlenmäßige Verhältnis zwischen den männlichen und weiblichen Angehörigen einer Population. Sie tendiert nach Fishers Regel zur Gleichverteilung von M(askulin):F(eminin) = 1:1, kann aber je nach Spezies davon abweichen, wie etwa bei einigen Bienen- oder Ameisenarten; zeitliche Schwankungen sind auch möglich.
Für die Geschlechterverteilung beim Menschen sind neben natürlichen auch kulturelle Einflüsse von Bedeutung (z. B. geschlechtsbedingte Abtreibung und Infantizid), was für Anthropologen und Demographen von Interesse ist. Ohne Manipulationen, wie zum Beispiel Schwangerschaftsabbrüche, ist die Geschlechterverteilung bei Geburt beim Menschen über verschiedene Populationen hinweg, mit 105–107 männlichen Neugeborenen auf 100 weibliche Neugeborene, bemerkenswert konstant. Der leichte Überschuss an männlichen Neugeborenen wurde 1710 erstmals von John Graunt und seinen Kollegen für die Londoner Population dokumentiert. Eine viel beachtete Studie über die Geburten von 1962 bis 1980 in 24 europäischen Ländern zeigte eine Geschlechterverteilungsrate von 105–107, mit einem Median von 105,9. Da die Säuglingssterblichkeit bei Jungen höher als bei Mädchen ist, verringert sich das Ungleichgewicht etwas (in hoffentlich vergangenen Zeiten hoher Säuglingssterblichkeit deutlich).

## Einteilung

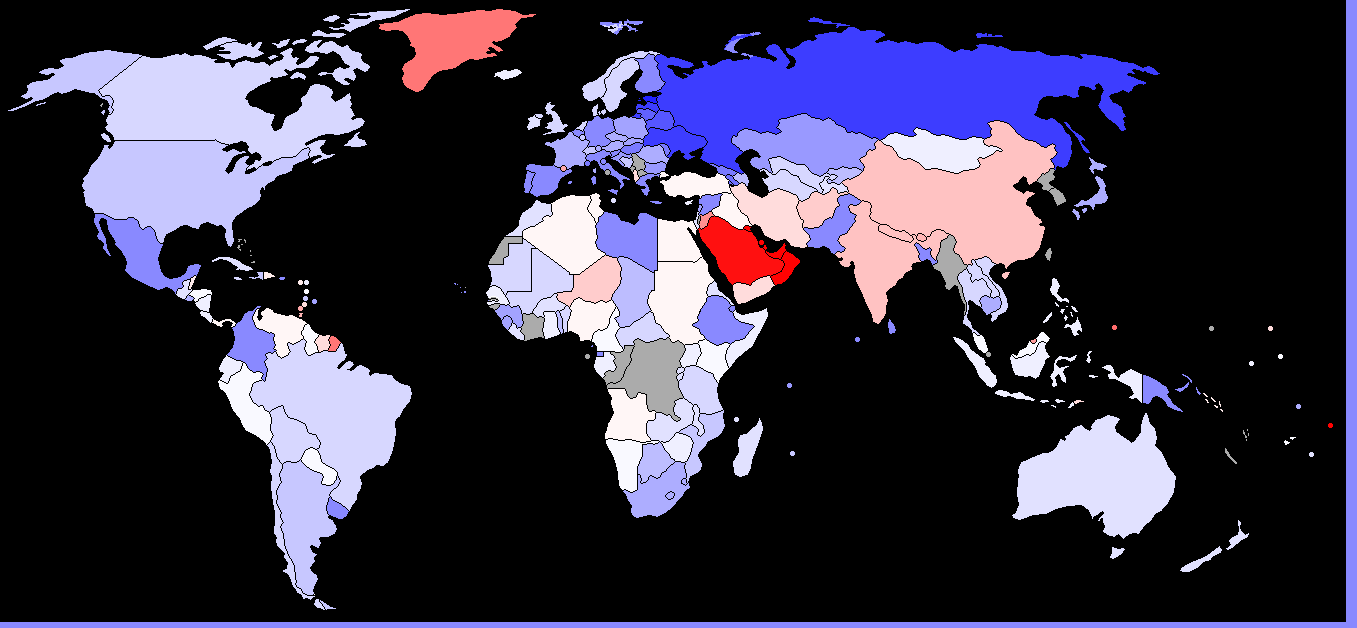
Geschlechterverteilung der Gesamtbevölkerung 2006: Durchschnitt weltweit 1,01 Männer/Frauen; rötlich – mehr Männer, bläulich – mehr Frauen.

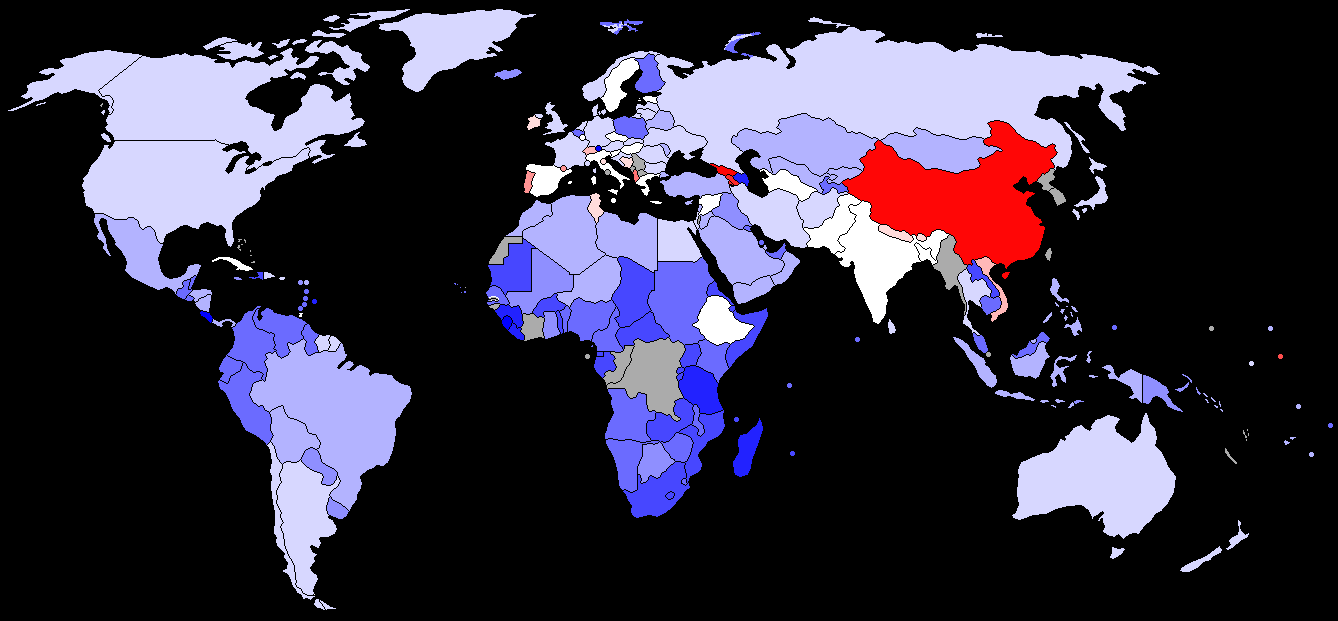
Geschlechterverteilung der unter 15-Jährigen 2006. Es fällt zum Beispiel das deutliche Überwiegen männlicher Kinder in China durch geschlechtsselektive Geburtenverhinderung auf.

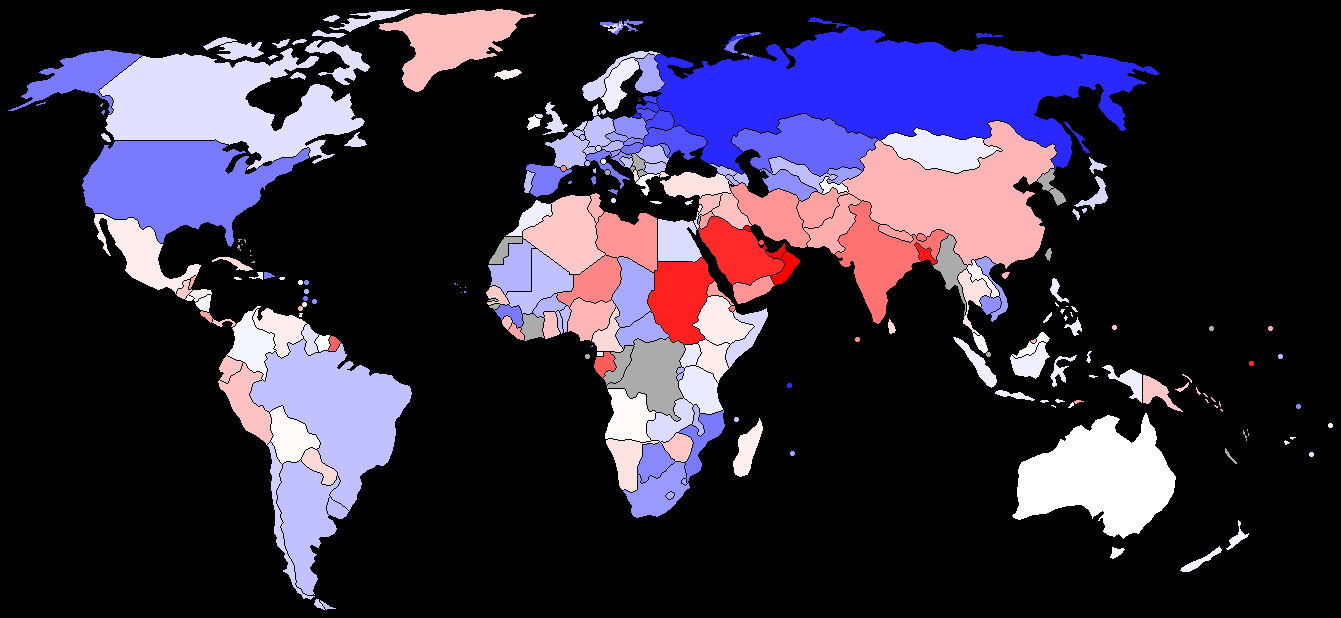
Geschlechterverteilung der über 65-Jährigen 2006. Die deutlich geringere Lebenserwartung der männlichen Bevölkerung ist zum Beispiel in Russland auffällig.

Nach dem Entwicklungsalter der Individuen wird zwischen primärem, sekundärem und tertiärem Geschlechtsverhältnis unterschieden.
Primäres Geschlechtsverhältnis: Das Geschlechtsverhältnis zum Zeitpunkt der Empfängnis ist beim Menschen nicht bekannt. Direkt lässt es sich nicht feststellen, sondern ist nur mittelbar zu erschließen aus der Geschlechtsverteilung der geborenen und der in vorgeburtlichen Entwicklungsphasen verlorenen Individuen. Laut Schätzung einer Studie von 2015 ist nach der Befruchtung die Hälfte männlichen Geschlechts (Anteil 0,5), das Verhältnis damit M:F = 1:1 (= 1,0). In älterer Literatur wird öfters ein höherer Anteil männlicher Zygoten vermutet.
Sekundäres Geschlechtsverhältnis: Das Geschlechtsverhältnis bei der Geburt liegt beim Menschen bei etwa 1,05 männlich zu 1 weiblich, sofern es nicht durch geschlechtsselektive Geburtenverhinderung verändert wird. Der höhere Anteil männlicher Neugeborener von M:F = 1,05 : 1 ist die Folge unterschiedlich hoher pränataler Sterblichkeiten von Embryonen und Föten verschiedenen Geschlechts. In der ersten Woche p. c. ist ein Spontanabort von männlichen Embryonen häufiger, in den folgenden 10–15 Wochen eine frühe Fehlgeburt von weiblichen Embryonen bzw. Föten; späte Fehlgeburten treffen etwa gleich oft beide Geschlechter, ein intrauteriner Fruchttod nach der 25. Woche oder eine Totgeburt etwas häufiger das männliche.
Hungerperioden können zu Schwankungen des sekundären Geschlechtsverhältnisses führen. Eine mangelnde Ernährung der Schwangeren hat Einfluss auf die Schwangerschaftsdauer, mit hinsichtlich Nidation und Fetusverlust geschlechtsunterschiedlichem Verlauf.
Tertiäres Geschlechtsverhältnis: Das Geschlechtsverhältnis im fortpflanzungsfähigen Alter ist beim Menschen stark von historischen und sozialen Einflüssen abhängig. So bewirken verlustreiche Kriege eine Verschiebung des Verhältnisses, weil zumeist nur junge Männer eingezogen werden und fallen. Zu einer gegenteiligen Verschiebung führt die Müttersterblichkeit.

## Deutschland und Österreich

### Kriegstote
In Deutschland und Österreich kam es infolge der militärischen, überwiegend Männer betreffenden Verluste des Ersten und mehr noch des Zweiten Weltkriegs zu einer starken Verschiebung des Geschlechtsverhältnisses für manche Jahrgänge. Dies führte zu einer großen Zahl ungewollt ledig bleibender Frauen und trug bis in die 1950er Jahre zur Verringerung der Geburtenrate bei.

### Gegenwart

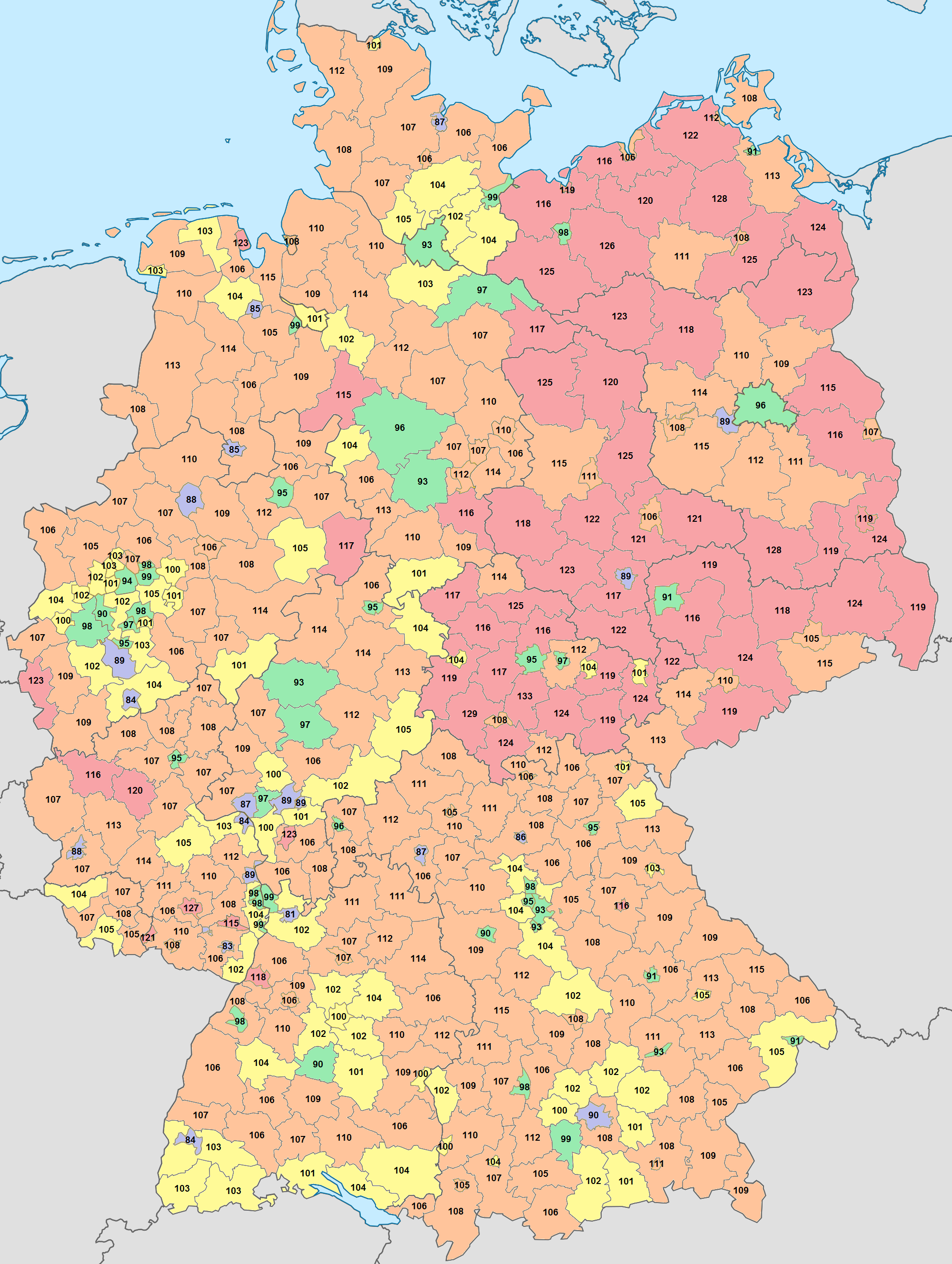
Geschlechterverteilung der Altersgruppe 18 bis 29 Jahre in Deutschland nach Daten des Zensus 2011

Geschlechterverteilung der Altersgruppe 20 bis 29 Jahre in Deutschland nach Daten des Zensus 2022

Das Migrationsverhalten junger Männer und Frauen unterscheidet sich, so ist in der Altersgruppe der 18- bis 29-Jährigen ein signifikantes Ungleichgewicht sichtbar. Junge Frauen ziehen vermehrt in die großen Ballungsgebiete, während junge Männer häufiger in ihrer Heimat (auch im ländlichen Raum) bleiben. Dadurch weisen inzwischen nahezu alle Großstädte (mit Ausnahme der Standorte Technischer Universitäten wie beispielsweise Aachen, Karlsruhe oder Dresden) in dieser Altersgruppe einen Frauenüberschuss auf, während spiegelbildlich fast alle ländlichen Regionen einen entsprechenden Männerüberschuss vorweisen. Problematisch ist dies bei einem zu starken Ungleichgewicht, das sich negativ auf die Partnerfindung und Familiengründung auswirken kann und damit zu tendenziell sinkenden Geburtenraten führt. In einzelnen Landkreisen Brandenburgs und Mecklenburg-Vorpommerns kommen rechnerisch weniger als 8 Frauen auf 10 Männer. Es ist abzusehen, dass für diese Männer eine traditionelle Normalbiographie mit Arbeit und Familiengründung sehr schwierig wird. Den höchsten Männerüberschuss weist der Ilm-Kreis mit einem Verhältnis von 133 zu 100 in dieser Altersgruppe auf, wobei dieser im Wesentlichen durch die Technische Universität Ilmenau und deren Studierendenschaft verursacht wird. Die höchsten nicht durch männeraffine Bildungseinrichtungen verursachten Überschüsse wiesen 2011 der Landkreis Demmin und der Landkreis Elbe-Elster mit jeweils 128 Männern zu 100 Frauen auf. Den höchsten Frauenüberschuss hatte Heidelberg mit 81 Männern zu 100 Frauen bzw. 123 Frauen zu 100 Männern.

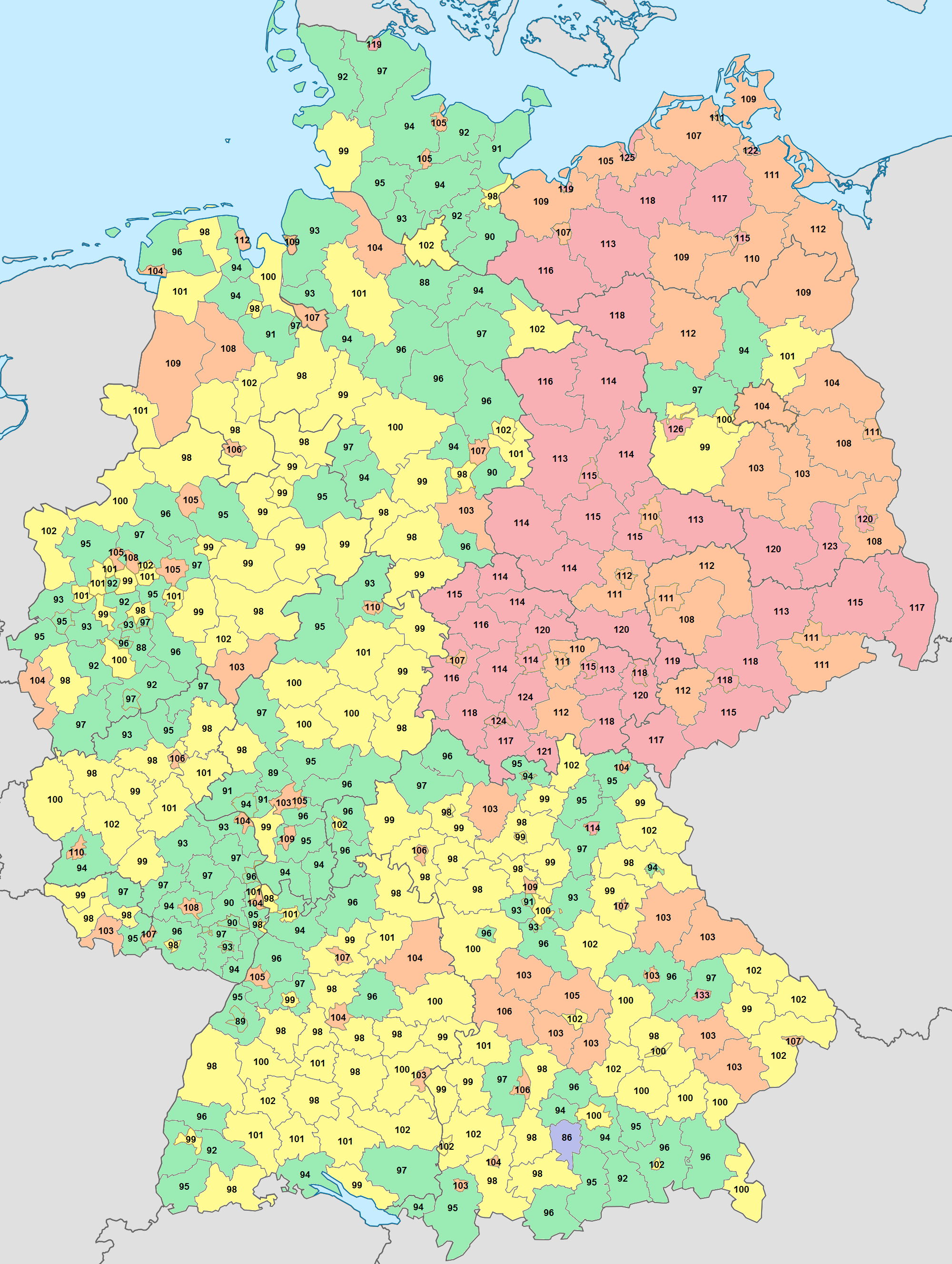
Geschlechterverteilung der Altersgruppe 30 bis 39 Jahre in Deutschland nach Daten des Zensus 2011

Geschlechterverteilung der Altersgruppe 30 bis 39 Jahre in Deutschland nach Daten des Zensus 2022

In der Altersklasse der 30- bis 39-Jährigen zeigt sich in Deutschland ein drastischer Ost-West-Unterschied, der durch die Migration einer hohen Zahl junger ostdeutscher Frauen in den 1990er- und frühen 2000er-Jahren ausgelöst wurde. Dadurch weisen viele ostdeutsche Landkreise einen signifikanten Frauenmangel auf, während einige westdeutsche Regionen wie das Rheinland, Schleswig-Holstein sowie die Rhein-Main- und Rhein-Neckar-Region einen Überschuss an Frauen in dieser Altersklasse verzeichnen. Die Zukunft wird zeigen, ob es sich bei diesem Wanderungsverhalten um einen einmaligen Effekt durch die Wiedervereinigung oder ein dauerhaftes Wanderungsmuster handelt. In jedem Fall wirkt sich die derzeitige Geschlechterverteilung negativ auf die Geburtenzahl in Ostdeutschland aus.
Im Vergleich beider Altersgruppen fällt auf, dass viele Großstädte bei den 18- bis 29-jährigen Frauen einen Überschuss verzeichnen, während bei den 30- bis 39-Jährigen ein Defizit auftritt (beispielsweise Halle (Saale) mit 89 Männern zu 100 Frauen zwischen 18 und 29 und 112 Männern zu 100 Frauen zwischen 30 und 39 oder Trier mit 88 zu 100 gegen 110 zu 100). Hier wird die Zukunft zeigen, ob diese Generation in Zeiten von Demografischem Wandel und Reurbanisierungstendenzen auch nach Abschluss der Ausbildung und Eintreten der Familiengründung in den Großstädten bleibt oder (wie bisher) wieder zurück in die ländlichen Kreise wandert.

## Weltweit: Lebenserwartung, Migration und perinataler Femizid
Das Geschlechtsverhältnis Männer zu Frauen beträgt in Industrienationen im Allgemeinen rund 0,9 zu 1,0, was in der geringeren Lebenserwartung der Männer begründet ist. Die höhere Sterblichkeit der Männer führt dazu, dass der bei Geburt vorhandene Männerüberschuss ab einem Alter von ungefähr 57 Jahren in einen Frauenüberschuss umschlägt.
Das Verhältnis wird durch externe Einflüsse zusätzlich verschoben. So können geschlechtsspezifische Gesundheitsgefährdungen, Kriege, Arbeits- und Heiratsmigration sowie legale oder illegale Beeinflussung des Geschlechts des eigenen Nachwuchses die Geschlechterverteilung in die eine oder andere Richtung verschieben.
In vielen Nachfolgestaaten der ehemaligen Sowjetunion ist die Lebenserwartung der Männer deutlich geringer als die der Frauen. So sind von den über 65-jährigen Einwohnern der Ukraine nur noch 32 % Männer (Deutschland/Österreich/Schweiz: je 42 %). Gründe hierfür können nach wie vor ungesunde Arbeitsbedingungen oder der in diesen Ländern vor allem unter Männern weit verbreitete Alkoholismus sein.
In den arabischen Golfstaaten gibt es aufgrund erheblicher Arbeitsmigration (so sind etwa in Katar 81 % der Einwohner Ausländer), die überwiegend Männer ohne ihre Familien ins Land holt, die weltweit ungleichsten Geschlechtsverhältnisse. In Katar und den Vereinigten Arabischen Emiraten sind jeweils nur etwa 32 % der Bevölkerung weiblich.
In manchen Kulturen kann die Tötung von weiblichen Babys nach der Geburt das Geschlechterverhältnis beeinflussen. In Ostasien gibt es eine kulturell begründete Präferenz für Söhne als Stütze und Erbe der Familie, wohingegen Töchter als Armutsrisiko gelten. Hinzu kommen zusätzliche Einflüsse wie die ehemalige, inzwischen aufgegebene Ein-Kind-Politik in der Volksrepublik China, die Eltern von Mädchen die „zweite Chance“ auf einen Sohn verwehrte, oder die Tradition der Mitgift in Indien, die die Verheiratung einer Tochter für die Familien existenzbedrohend teuer werden lässt. So kommen in China 1133 neugeborene Jungen auf 1000 Mädchen (DE/AT/CH: etwa 1055), bei Kindern unter 15 sind es in China sogar 1170 Jungen auf 1000 Mädchen.

## Theorien zur Regulation
Ronald Aylmer Fisher umriss in seinem Buch von 1930 „The Genetical Theory of Natural Selection“ ein Modell, das die üblicherweise auftretende ungefähr-1:1-Geschlechterverteilung erklärt. Fisher postulierte, dass die Geschlechterverteilung genetisch bedingt sei. Als einfaches Beispiel stelle man sich vor, dass es ein relevantes Gen mit zwei möglichen Allelen A und B gibt: Individuen, die das Allel A tragen, haben im Schnitt mehr männliche Nachkommen als weibliche, und Individuen, die das Allel B tragen, haben im Schnitt mehr weibliche Nachkommen als männliche. Wenn nun in der Gesamtbevölkerung beispielsweise weniger männliche Individuen geboren werden als weibliche, dann haben männliche Individuen eine größere Chance sich fortzupflanzen als weibliche. Darum werden dann Individuen, die das Allel A tragen, im Schnitt mehr Enkelkinder haben als Individuen, die das Allel B tragen. Dadurch erhöht sich dann mit der Zeit der Anteil des Allels A in der Bevölkerung. Das Ergebnis ist eine stabile Balance bei einer Geschlechterverteilung von 1:1. Bill Hamilton erklärte einen möglichen Mechanismus für die Theorie 1967 in seiner Veröffentlichung Extraordinary sex ratios: Wenn ein Geschlecht weniger häufig geboren wird, sind in monogamen Gesellschaften die Fortpflanzungschancen des selteneren Geschlechts höher. Das wirkt sich in einer höheren Anzahl an Nachkommen aus.
Fishers Theorie ging jedoch noch von Allelen aus, die eine fördernde Auswirkung auf die Entstehung des eigenen Geschlechts während der Meiose besitzen. Die Gleichverteilung der Geschlechtschromosomen auf die Keimzellen erfolgt jedoch unter anderem durch die fehlende Bevorzugung der einzelnen Geschlechtschromosomen während der Meiose. Die Gleichverteilung stellt eine evolutionär stabile Strategie dar.